# Louis Wuillem
Louis Wuillem (Loverval, 24 maart 1885 - 1958) was een Belgische kunstschilder.

## Levensloop
Louis François Marie Hubert Wuillem, geboren te Loverval op 24 maart 1885, is de zoon van de musicus Jean-Baptiste Wuillem en van Catherine Gillain.
Wuillem schilderde landschappen, stillevens en bloemen. Hij hanteerde daarbij diverse figuratieve stijlen. Hij was werkzaam in Italië, in de Provence, in Normandië en in zijn geboortestreek. Hij was lid van de Cercle Artistique et Littéraire de Charleroi en kreeg in 1959 een postume hommage tijdens het jaarlijkse salon van deze kunstkring. 
Wuillem was net als zijn vader een getalenteerd musicus en speelde het orgel in de kerk van Loverval.

## Verzamelingen
- Couillet, Gemeentelijke verzameling
- Charleroi, Stedelijke verzameling